# Barra do Pari
Barra do Pari é um bairro do município de Várzea Grande, no estado de Mato Grosso Brasil.
Vem sendo beneficiada por vários investimentos sociais do governo estadual e da iniciativa privada, de modo que obteve significativa melhora em sua infraestrutura. Dentro de seus limites passa a Estrada da Guarita, obra com projetos de extensão a Rodovia Mario Andreazza, na porção oeste  até Cuiabá.
Na Barra do Pari, estará a COT-Barra do Pari que ira proporcioná maior crescimento imobiliário e valorização do futebol de Várzea Grande.